# Nephrolepis biserrata
Nephrolepis biserrata är en spjutbräkenväxtart som först beskrevs av Olof Peter Swartz, och fick sitt nu gällande namn av Heinrich Wilhelm Schott. Nephrolepis biserrata ingår i släktet Nephrolepis och familjen Nephrolepidaceae. Utöver nominatformen finns också underarten N. b. auriculata.

## Bildgalleri

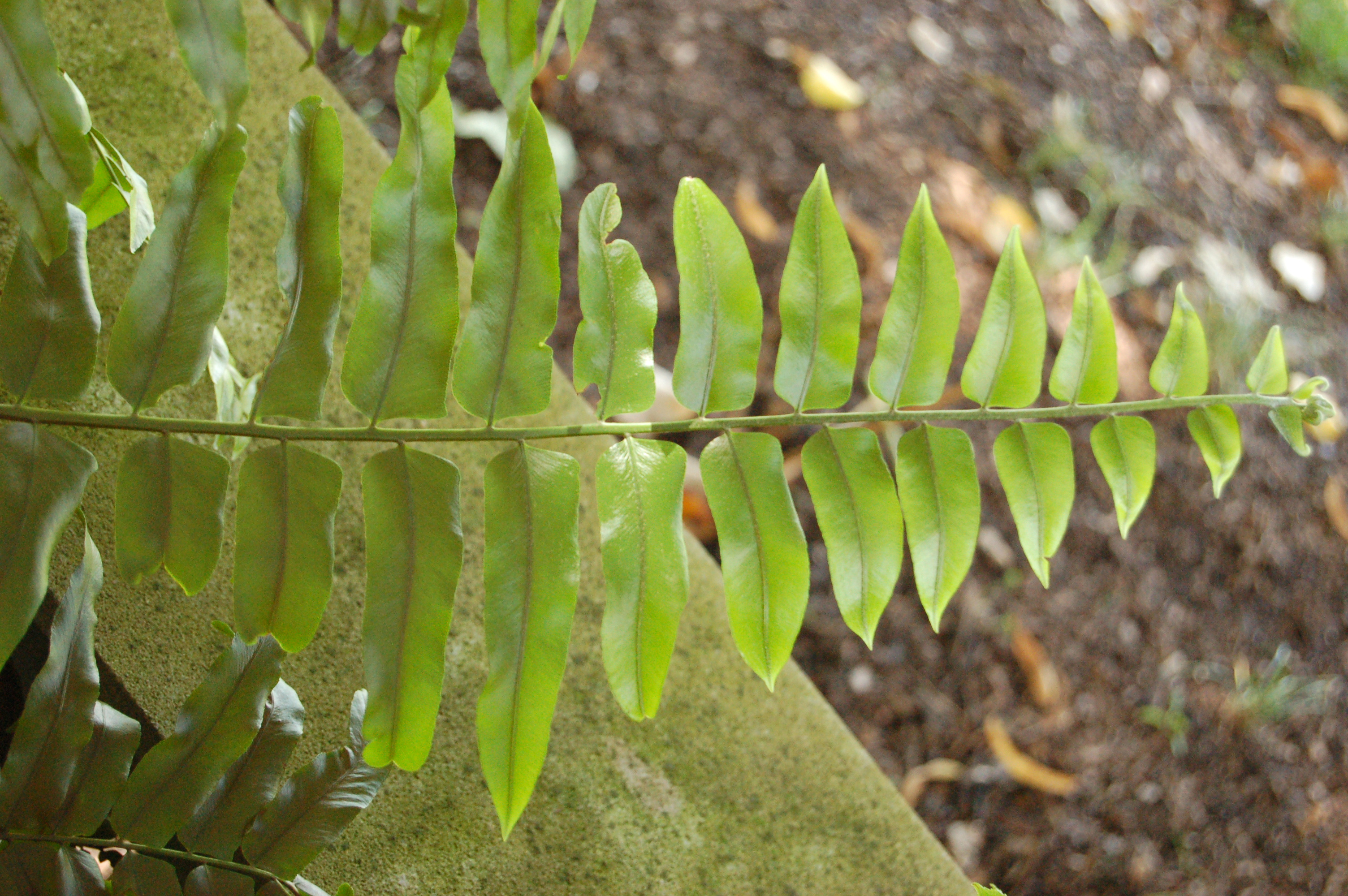
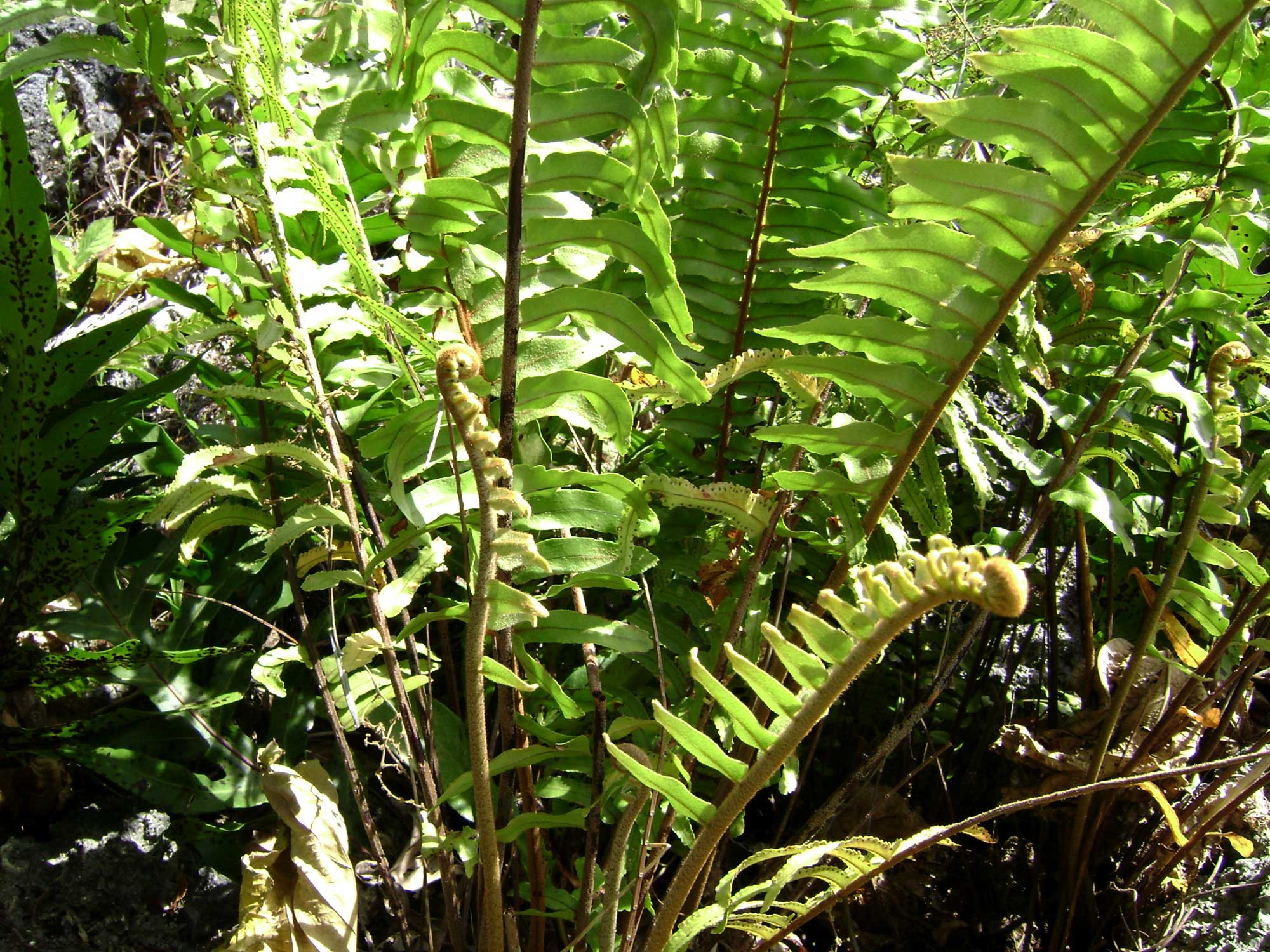
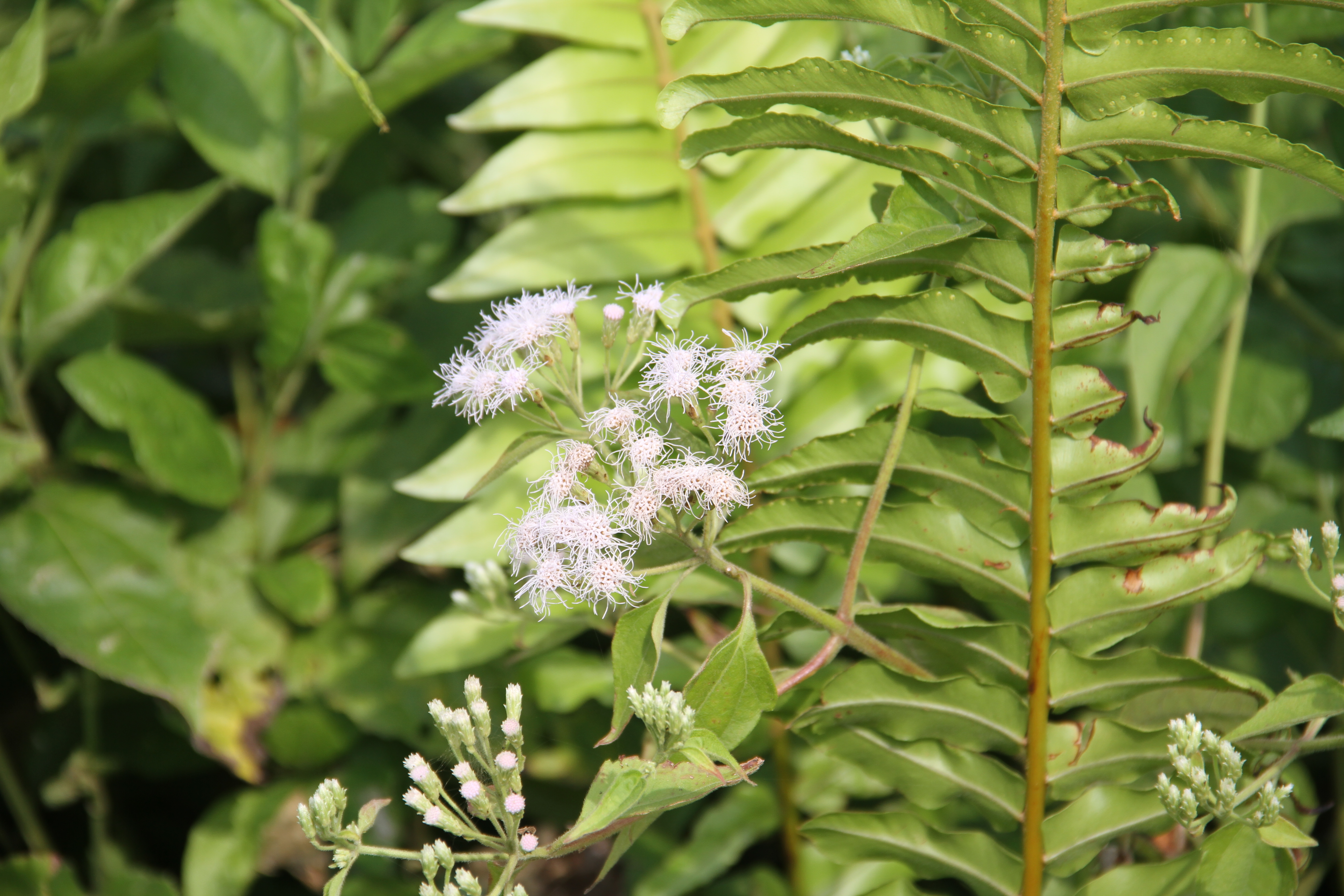
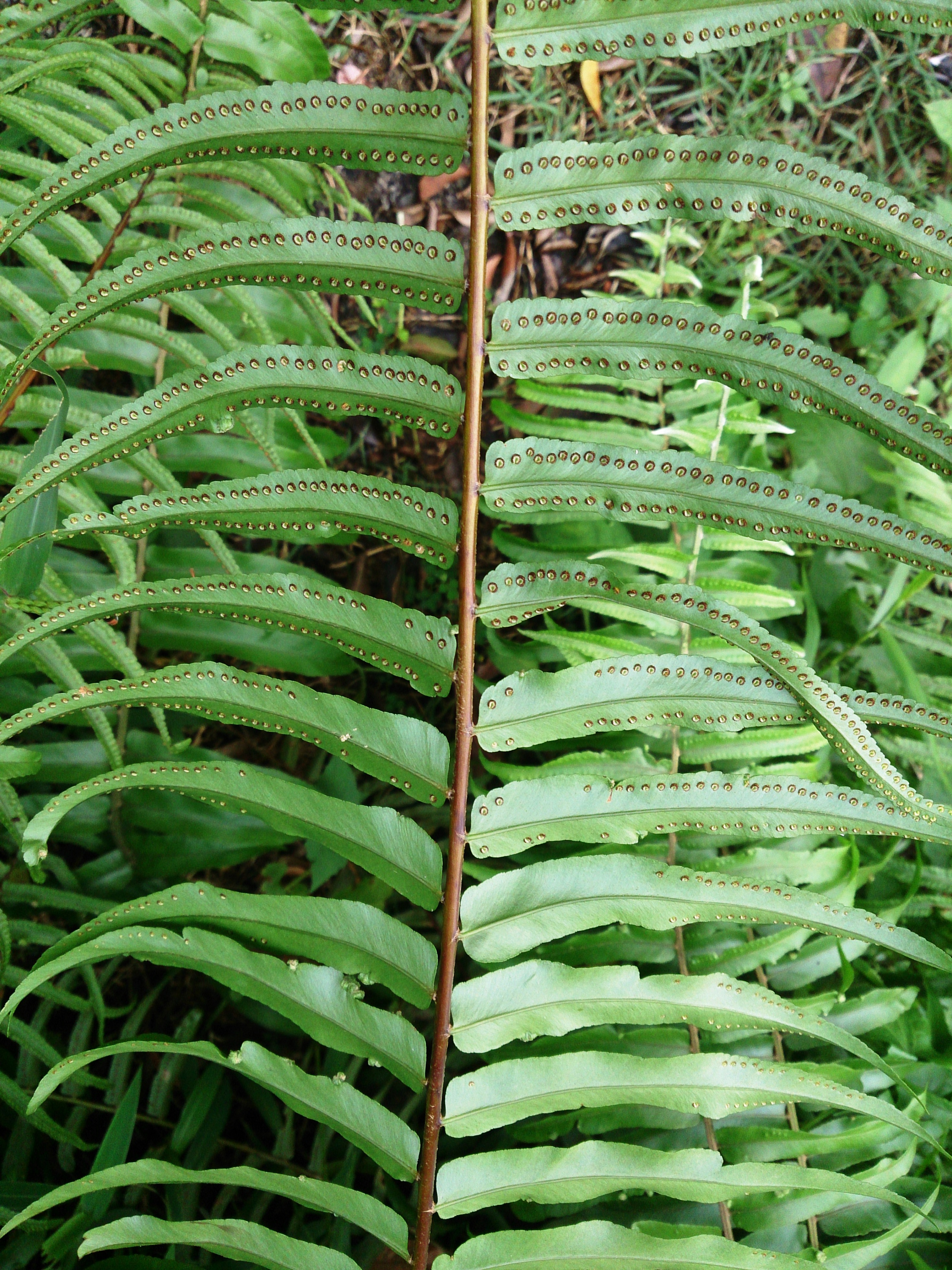
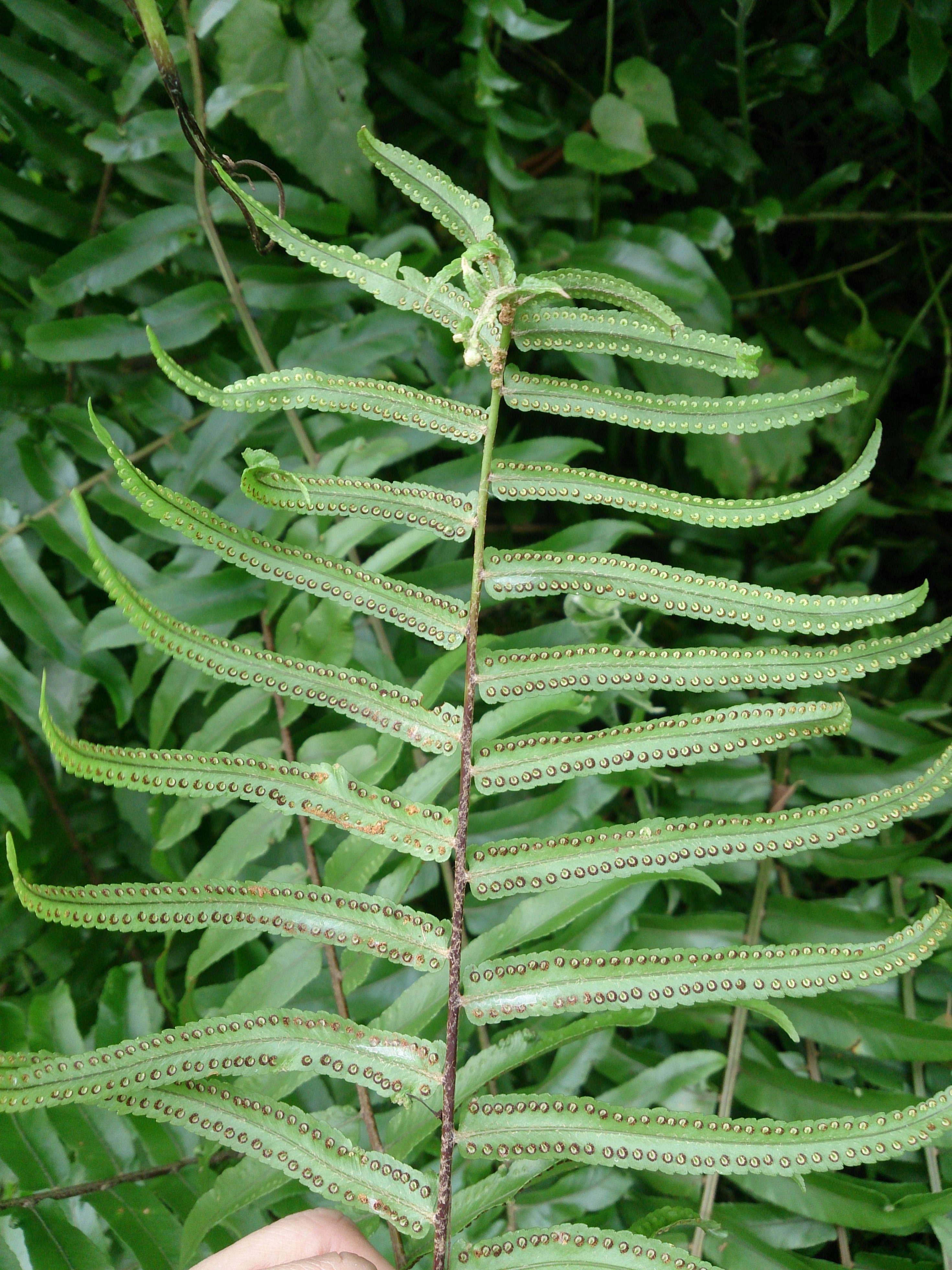
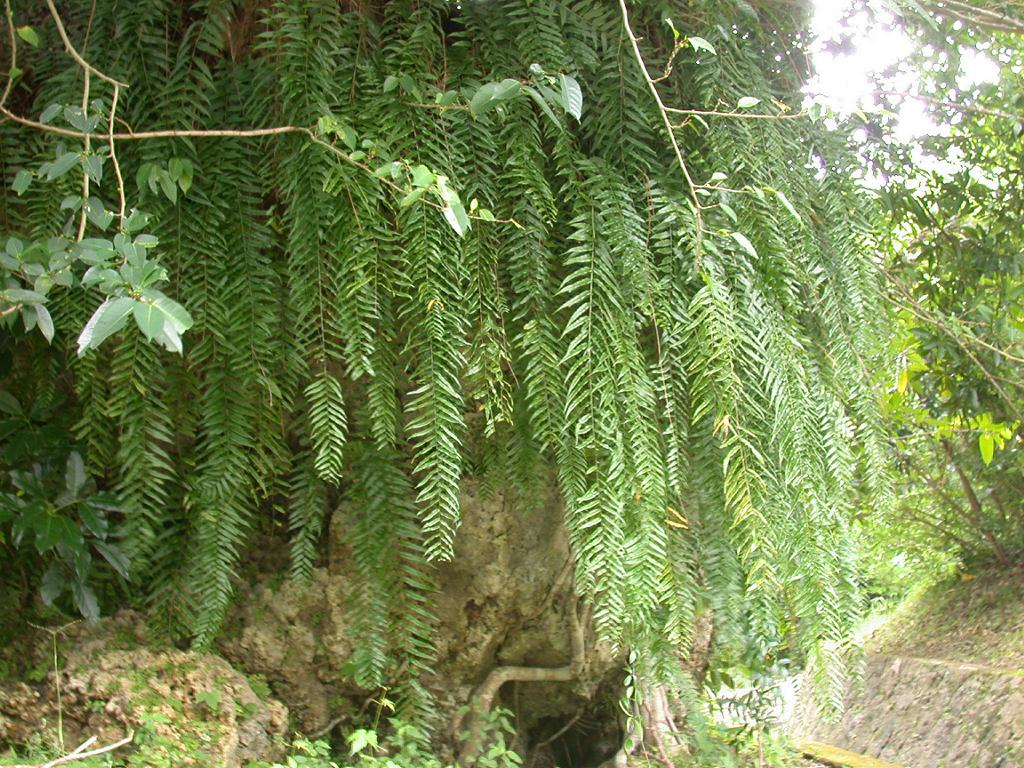